# Серпа Пінту
Алешандри Алберту да Роша ди Серпа Пінту (порт. Alexandre Alberto da Rocha de Serpa Pinto), 20 квітня 1846 р. — 28 грудня 1900 р., Лісабон, Португалія — португальський військовий, мандрівник, дослідник і колоніальний адміністратор, який в 1877—1879 роках здійснив подорож від західного (Ангола) до східного (Наталь) узбережжя Африки через її внутрішні райони і наніс їх на карту.
Серпа Пінту виріс в Америці, куди його батько емігрував в 1848 році. У 1858 році Серпа Пінту повернувся до Португалії і вступив до військового училища в Лісабоні. По закінченні училища в 1864 році отримав чин піхотного лейтенанта і був відряджений служити до Мозамбіку. Там брав участь у кількох нетривалих походах уздовж Замбезі. У 1877 році в чині майора був призначений головою великої експедиції, влаштованої португальським урядом.

## Трансафриканська експедиція
Експедиція вийшла з Бенгели на атлантичному узбережжі Анголи і рушила в напрямку плато Біе, на якому беруть початок головні річки Анголи. Тут Серпа Пінту розлучився зі своїми супутниками, морськими офіцерами Ерменежильду Капелу і Роберту Івенсом, які вирушили на північ удовж річища Кванзи, спустився вниз за течією річки Кубанго і почав дослідження верхньої Замбезі. Там він сподівався знайти плем'я білих людей, яке було відомо під назвою касекере. Біля Ліалуї, на східному березі річки, на його загін напали тубільці. Напад ціною великих зусиль пощастило відбити, але під час бою експедицію покинули усі тубільні носії. Після цього Серпа Пінту спустився по Замбезі до водоспаду Вікторія, налічивши на цьому відрізку річки 37 порогів та перешкод, і зробив виміри водоспаду. Звідси він попрямував на південь через східні околиці Калахарі і дістався до Преторії в Трансваалі, а звідти — до порту Дурбан на узбережжі Індійського океану в британській колонії Наталь. З Дурбана мандрівники відплили до Адену, якого досягли 16 березня 1879 року, і звідти повернулися до Європи.
Серпа Пінту описав свою експедицію в книзі «Як я перетнув Африку» (порт. “Como eu atravessei a África”), яка була перекладена багатьма мовами.
У 1885 році Серпа Пінту разом з португальським морським офіцером Аугусто Кардозою взяв участь у великій експедиції до північного Мозамбіку. Експедиція в складі 250 носіїв і тубільного війська кількістю 800 вояків вийшла з Іньямбане і дісталася острова Ібо на півночі, після чого звернула вглиб континенту і пройшла до Блантайру в сучасній Малаві, звідки повернулася до узбережжя в районі гирла Замбезі. На цьому шляху експедицію спіткали численні труднощі та збройні сутички з місцевим населенням. Вона нанесла на карту велику частину північного і середнього Мозамбіку і привела ці землі під португальське владарювання. У 1886 році Серпа Пінту повернувся до Португалії.

## Британо-португальська криза
Експедиції Серпа Пінту та інших мандрівників надали нового імпульсу проектові створення у південній Африці суцільної португальської колонії «від узбережжя до узбережжя». У 1887 році Серпа Пінту був призначений португальським генеральним консулом на Занзібарі, а в 1888 році — генерал-губернатором Мозамбіку. На цій посаді він влаштував експедицію вдовж річки Шире, а в 1889 році вирушив з військом в землі народу лозі, розташовані по верхній Замбезі на схід від Анголи. Попри те, що незадовго до того над лозі був проголошений британський протекторат, Серпа Пінту вторгнувся до країни і в грудні 1889 року оголосив її португальським володінням. Ця акція спричинила серйозну міжнародну кризу. Велика Британія рішуче протестувала проти португальської активності у важливому для британських інтересів регіоні; в грудні 1889 — січні 1890 року британський флот здійснив декілька демонстрацій сили біля берегів Португалії і Мозамбіку, а 10 січня 1890 року Португалії було висунуто ультиматум, який вимагав від неї піти геть із земель лозі. Усвідомлюючи, що у військовому протистоянні з Великою Британією у Португалії немає шансів, 12 січня 1890 року португальський уряд був змушений погодитися на умови ультиматуму, вивести війська з земель лозі та шона (в північному Зімбабве), і назавжди відмовитися від планів створення трансафриканської колонії «від берега до берега». У квітні того ж року Серпа Пінту повернувся до Португалії.
Серпа Пінту помер 28 грудня 1900 року в Лісабоні.